# Patrick Schollmeyer
Patrick Schollmeyer (* 23. März 1965 in Mainz) ist ein deutscher Klassischer Archäologe.

## Leben
Patrick Schollmeyer wurde 1997 mit der Dissertation Antike Gespanndenkmäler an der Universität Heidelberg promoviert und wurde dort anschließend wissenschaftlicher Angestellter am Archäologischen Institut. Von 2000 bis 2008 war er wissenschaftlicher Mitarbeiter im Sonderforschungsbereich 295 an der Universität Mainz. Dort ist er in der Lehre aktiv. Seit 2008 ist er Kurator der Original- und Abguss-Sammlung des Mainzer Instituts für Klassische Archäologie, seit 2014 zusätzlich Kurator der „Schule des Sehens“, des „Schaufensters von Wissenschaft und Kunst der Universität Mainz“.
Schollmeyer forscht vorrangig zur griechischen und römischen Ikonografie, zur antiken Plastik sowie den Regionen Kleinasien und Zypern in der Antike. Mit zahlreichen seiner Publikationen spricht er ein weiteres Publikum über die Fachwelt hinaus an.
Von Juni 2016 bis Juni 2021 war Patrick Schollmeyer Vorsitzender des Deutschen Archäologen-Verbands (DArV), seit Juni 2022 ist er Präsident des Deutschen Verbandes für Archäologie (DVA).

## Schriften
- Antike Gespanndenkmäler (= Antiquitates. Band 13). Kovač, Hamburg 2001, ISBN 3-86064-660-5.
- Die römische Plastik. Eine Einführung. Wissenschaftliche Buchgesellschaft, Darmstadt 2005, ISBN 3-534-13891-0.
  - italienische Ausgabe: La scultura romana (= Prospettive di storia dell’arte. Band 8). Apeiron Editori, Sant’Oreste 2007, ISBN 88-85978-54-1.
- mit Andreas Stylianou: Der Sarkophag aus Amathous als Beispiel kontaktinduzierten Wandels / Der Sarkophag aus Golgoi. Zur Grabrepräsentation eines zyprischen Stadtkönigs (= Dynastensarkophage mit szenischen Reliefs aus Byblos und Zypern. Teil 2 / Forschungen zur phönizisch-punischen und zyprischen Plastik. Band 2). Philipp von Zabern, Mainz 2007, ISBN 978-3-8053-3572-0.
- Römische Tempel. Kult und Architektur im Imperium Romanum. Philipp von Zabern, Mainz 2008, ISBN 978-3-8053-3839-4 (auch als Lizenzausgabe bei der Wissenschaftlichen Buchgesellschaft).
- Das antike Zypern. Aphrodites Insel zwischen Orient und Okzident (= Antike Welt. Sonderband; Zaberns Bildbände zur Archäologie). Philipp von Zabern, Mainz 2009, ISBN 978-3-8053-3831-8 (auch als Lizenzausgabe bei der Wissenschaftlichen Buchgesellschaft).[4]
- Einführung in die antike Ikonographie. Wissenschaftliche Buchgesellschaft, Darmstadt 2012, ISBN 978-3-534-22067-0.
- Handbuch der antiken Architektur. Philipp von Zabern, Darmstadt/Mainz 2013, ISBN 978-3-8053-4682-5 (2. Auflage, wbg Philipp von Zabern, Darmstadt 2022, ISBN 978-3-8053-5324-3).
- Unter dem Schutz der Götter. Griechisches Leben im Spiegel der Kunst (= Antike Welt. Sonderband; Zaberns Bildbände zur Archäologie). Philipp von Zabern, Darmstadt 2015, ISBN 978-3-8053-4764-8.
- mit Kurt Roeske: Kykladen. Von Delos bis Santorin. Nünnerich-Asmus, Mainz 2017, ISBN 978-3-945751-77-0.
- mit Giorgi Maisuradze: Medeas Heimat. Georgien in der Antike (Zaberns Bildbände zur Archäologie). WBG Philipp von Zabern, Darmstadt 2018, ISBN 978-3-8053-5175-1.
- Die 40 bekanntesten archäologischen Stätten in Athen und Attika. Nünnerich-Asmus, Mainz 2019, ISBN 978-3-96176-057-2.
- mit Kurt Roeske: Von Troja bis Halikarnassos. Kleinasiens ägäische Küste im Spiegel antiker Zeugnisse von Homer bis zum Apostel Paulus. Ein kulturhistorischer Reiseführer. Königshausen & Neumann, Würzburg 2020, ISBN 978-3-8260-7050-1.
- mit Tamara Choitz: Archäologische Zeugnisse im Lateinunterricht. Vandenhoeck & Ruprecht, Göttingen 2021, ISBN 978-3-525-70288-8.
- Die 40 bekanntesten archäologischen Stätten in Mittel- und Nordgriechenland. Nünnerich-Asmus, Oppenheim 2023, ISBN 978-3-96176-179-1.
- Die 40 bekanntesten archäologischen Stätten auf der Peloponnes. Nünnerich-Asmus, Oppenheim 2023, ISBN 978-3-96176-209-5.
- Die 50 bekanntesten archäologischen Stätten der griechischen Inseln. Nünnerich-Asmus, Oppenheim 2024, ISBN 978-3-96176-247-7.
- Die 30 bekanntesten archäologischen Stätten auf Kreta. Nünnerich-Asmus, Oppenheim 2025, ISBN 978-3-96176-291-0.